# Entomobielziidae
Entomobielziidae é uma família de milípedes pertencente à ordem Chordeumatida.
Géneros:
- Alloiopus Attems, 1951
- Bielzia
- Bielziana
- Entomobielzia Verhoeff, 1898
- Moldavobielzia Ceuca, 1985
- Pseudoclis Attems, 1899
- Tianella Attems, 1904